# 비포 나잇 폴스
《비포 나잇 폴스》(Before Night Falls)는 미국에서 제작된 줄리앙 슈나벨 감독의 2000년 드라마 영화이다. 이 영화는 1993년 영어로 출간된 레이날도 아레나스의 동명의 소설 Before Night Falls, 그리고 Jana Boková의 1990년 다큐멘터리 하바나(Havana)에 기반을 둔다. 하비에르 바르뎀 등이 주연으로 출연하였고 존 킬릭 등이 제작에 참여하였다.

## 출연

### 주연
- 하비에르 바르뎀
- 올리비에 마르티네즈
- 안드레아 디 스테파노
- 조니 뎁
- 마이클 윈콧

### 조연
- 숀 펜
- 올라츠 로페즈 가멘디아
- 지오바니 플로리도
- 로로 나바로
- 세바스찬 실바
- 카르멘 베아토
- 비토 마리아 슈나벨
- 페드로 아멘다리즈 주니어
- 디에고 루나
- 리아 채프먼
- 제르지 스콜리모우스키
- 에바 피아스코스카
- 패트리시아 레이스 스핀돌라
- 헥터 바벤코
- 마놀로 가르시아
- 로라 슈나벨
- 오펠리아 메디나
- 스텔라 슈나벨
- 모리스 콤프테
- 클로데트 마일레
- 존 오티즈
- 빈센트 라레스카
- 르니 리베라
- 조지 자라테
- 나즈와 님리
- 프린시스코 갈토노
- 마리솔 파딜라 산체즈
- 호르헤 지페다
- 에두아르도 아로유엘로
- 르네 퍼레이라
- 아벨 울리히
- 다이안느 애보트
- 매디아스 에렌버그
- 잭 쉰네이블
- 에스더 G. 쉬네이블
- 자비에 도밍고
- 벤자민 베니테즈
- 피델 카스트로

## 기타
- 원작자: 레이날도 아레나스
- 협력프로듀서: 매디아스 에렌버그
- 미술: 살바도르 파라
- 의상: 마리아 에스텔라 페르난데즈
- 영화사: El Mar Pictures
- 영화사: Grandview Pictures